# 利斯维尔 (路易斯安那州)
利斯维尔（英語：Leesville），是美国路易斯安那州下属的一座城市。根据2010年美国人口普查，该市有人口6,612人，截至2018年7月1日的人口普查，Leesville的人口為5,713，比2010年減少13.6%。建置上，属于“city”。